# وزارت کشور ترکیه
وزارت کشور ترکیه (انگلیسی: Ministry of the Interior) یکی از وزارتخانه‌های دولت ترکیه است که مسئول امور امنیت داخلی در ترکیه می‌باشد. وزیر کشور فعلی علی یرلیکایا است. این وزارتخانه در سال ۱۹۲۰ تحت عنوان وزارت داخله امپراتوری عثمانی تأسیس شد.
این وزارتخانه مسئول مدیریت بحران و فوریت‌های پزشکی، مهاجرت، بازرسی از دولت محلی، ژاندارمری و گارد ساحلی (در زمان صلح) و پلیس است. وزارت کشور ترکیه به مبارزه با قاچاق انسان، قاچاق و مشروبات الکلی قاچاق کمک می‌کند.